# Абу Шакур Балхи
Абу Шакур Балхи (перс. ابو شکور بلخی‎) — персидский поэт X века, бывший поэтом в Бухаре, при саманидском дворе. Последователь поэтических идей Рудаки.

## Биография
Родился Абу Шакур в Балхе, однако более подробной информации о поэте почти не  сохранилось. Видимо, ещё в молодости он переехал из Балха в Бухару, где впоследствии стал придворным поэтом саманидских правителей. Точная дата смерти Балхи также не известна, но считается, что он пережил Рудаки на несколько лет, что подтверждается одним из бейтов его поэмы "Афариннаме", начатом в 336 году хиджры, что соответствует 947—948 годам по григорианскому календарю ("То был триста тридцать — шестой уже? — год, Дастан его слушал впервые народ...."). В другом бейте он пишет: "О, начал я книгу совсем молодым — Мужчиною лет тридцати с небольшим", следовательно, дата рождения поэта - около 915 года. Имеется ещё одно косвенное подтверждение сроков жизни поэта - один из бейтов посвящен саманидскому эмиру Нуху I, который правил с 943 по 954 годы. (Наш Нух — самых чистых кровей Саманид— Суд правый сегодня в Иране вершит...).

## Творчество
До наших дней дошли лишь разрозненные произведения Балхи, их насчитывают около 756 строк. Главным произведением Абу Шакура Балхи, дошедшим до наших дней, можно считать поэму "Афариннаме" ("Книга хвалы") со вставными рассказами и притчами о благих нравах правителей, о справедливости и других нравственных ценностях. Из неё сохранились лишь отрывки сентенциозного и нравоучительного характера, а также разрозненные бейты из вставных рассказов и притч. Это произведение является самой ранней дидактической поэмой-маснави на персидском языке. Из неё сохранились 602 строки фрагментов. Его стихи послужили темой для поэтического «ответа» Фирдоуси, включенного в произведение «Шахнаме». Также до наших дней дошли несколько десятков строк из лирических произведений. Например: "Я в черты твои вгляделся как-то раз издалека — Изменила лик прекрасный непонятная тоска"
Наряду с такими поэтами как Дакики, Маруфи Балхи и другими считается продолжателем идей Рудаки по абстрагированию художественного образа и поэтических фигур, к усложненности стиля и к использованию арабизмов.

### Несколько ярких бейтов Абу Шакура Балхи
Как только твоя правота подтвердилась —
Сторонников тьма у тебя появилась.
Коль малое войско умелый ведет —
Рассеет оно многочисленный сброд.
В познанье мира я преуспеваю —
Уже узнал, что ничего не знаю.